# نیت داگ
ناتانیل دیوین هیل(زادهٔ ۱۹ اوت ۱۹۶۹ در لانگ بیچ — درگذشتهٔ ۱۵ مارس ۲۰۱۱ )خواننده رپ آمریکایی بود. او با هنرمندانی چون توپاک، دکتر دره، اسنوپ‌داگ و امینم همکاری داشته است.

## دوران زندگی
نیت داگ در کلارکسدل، میسیسیپی به دنیا آمد و خوانندگی در از همان دوران کودکی در کلیسا شروع کرد .زیرا پدر او دانیل لی هیل، یک پیشوای روحانی در کلیسا بود. در چهارده سالگی به علت طلاق پدر و مادرش میسیسیپی را به مقصد لانگ بیچ، کالیفرنیا ترک کرد.
در شانزده سالگی او در دبیرستان قبول شد و منطقه لانگ‌بیچ را ترک کرد، عضو نیروی دریایی آمریکا شد و به مدت سه سال خدمت کرد. در همان دوران بود که با پسرعموی خود اسنوپ داگ آشنا شد.
نیت داگ و اسنوپ داگ و وارن جی در دوره کاری خود گروهی را تشکیل دادند به نام ۲۱۳ که نیت داگ کار خواندن پاپ این گروه را بر عده داشت
نیت داگ علاوه بر همکاری‌ها پیوسته با رپرها و گروه ۲۱۳ او شروع‌کننده گروهی به نام جی فانک هم بود و آهنگ‌های زیادی را هم دراین گروه ساخته بود. در نوزده دسامبر سال ۲۰۰۷ او دچار یک حمله قلبی شدید شد و در بیمارستان به مدت چهار سال بستری بود و سر انجام در ۱۵ مارس ۲۰۱۱ درگذشت.
- آلبوم ها

(1998)G-Funk Classics, Vol. 1 & 2
(2001)Music and Me
(2003)Nate Dogg
- آلبوم بعد از مرگ

(2015)Nate Dogg: It's A Wonderful Life

## مرگ
دلیل مرگ او حمله قلبی بود. درمورد زمان دقیق مرگ وی کسی اطلاعی ندارد اما هنگام مرگ ۴۱ سال داشت. نیت داگ چندسال در بستر بیماری بود و از سال ۲۰۰۷ تا ۲۰۱۱ در بیمارستان بستری و در کما بسر میبرد. تا اینکه در سال ۲۰۱۱ پزشکان مرگ او را اعلام کردند.